# ジョン・コナリー (作家)
ジョン・コナリー（John Connolly, 1968年5月31日 - ）は、21世紀アイルランドの推理作家。
ダブリン生まれ、ダブリン大学 トリニティ・カレッジとダブリン・シティ大学で学んだ。
フリーでのジャーナリスト活動を経て、2000年にデビュー作でシェイマス賞を受賞。多くの作品を刊行している。

## 受賞歴
- シェイマス賞 新人賞　2000年（Every Dead Thing（『死せるものすべてに』）に対して）
- バリー賞 英国ミステリ賞　2003年（The White Roadに対して）
- アメリカ図書館協会 アレックス賞　2007年（『失われたものたちの本』で）
- アメリカ探偵作家クラブ短編賞　2014年（Night Music: Nocturnes 2 （『キャクストン私設図書館』）に対して）
- アンソニー賞 最優秀短編賞　2014年（Night Music: Nocturnes 2 （『キャクストン私設図書館』）に対して）

## 主な作品

### Charlie Parker シリーズ
私立探偵バード・シリーズ
- Every Dead Thing (1999) -『死せるものすべてに』
- Dark Hollow (2000) -『奇怪な果実』
- The Killing Kind (2001)
- The White Road (2002)
- The Black Angel (2005)
- The Unquiet (2007)
- The Reapers (2008)
- The Lovers (2009)
- The Whisperers (2010)
- The Burning Soul (2011)
- The Wrath of Angels (2012)

### その他の小説
- Bad Men (2003)
- The Book of Lost Things（2006) -『失われたものたちの本』
- He: A Novel (2017)
- The Land of Lost Things (2023) -『失われたものたちの国』

Samuel Johnson series
- The Gates (2009)
- The Infernals (2011) , published as Hell's Bells in the UK (2012)
- The Creeps (2013)

### 短編集
- Nocturnes (2004)
- Night Music: Nocturnes 2 (2015) -『キャクストン私設図書館』

### 日本語訳された作品
- 死せるものすべてに〈上・下〉（北澤和彦訳、講談社文庫、2003年）
- 奇怪な果実〈上・下〉（北澤和彦訳、講談社文庫、2005年）
- 失われたものたちの本（田内志文訳、東京創元社、2015年 / 創元推理文庫、2021年）
- キャクストン私設図書館（田内志文訳、東京創元社、2021年 / 創元推理文庫、2024年）
- 失われたものたちの国（田内志文訳、東京創元社、2024年）
- 身元不明者の解剖（一六三七） フランス・ミアー（田内志文訳、『紙魚の手帖』vol.19 OCTOBER 2024、東京創元社、2024年）
- 鼠の王（田内志文訳、『紙魚の手帖』vol.19 OCTOBER 2024、東京創元社、2024年）

## 映画化された作品
- The New Daughter（Nocturnesより） 監督：Luiso Berdejo, 脚本：John Travis
（『ネスト』）(2009)：アメリカ映画 - 主演：ケビン・コスナー、en:Ivana Baquero
- The Book of Lost Things 監督：en:John Moore (director)
- Sanctuary 原作：Bad Men
- Some Children Wander By Mistake（Nocturnesより）